# Mihai Țurcan (fotbalist, n. 1941)
Mihai Țurcan (n. 4 septembrie 1941, Brezoi, România) este un fost atacant român de fotbal 

## Carieră
Mihai Țurcan s-a născut la 4 octombrie 1941 în orașul Brezoi, România și a început să joace fotbal la echipa Minerul Lupeni, debutând în Divizia A pe 11 septembrie 1960 cu o victorie, 3–1 pe teren propriu împotriva echipei Farul Constanța, partidă în care a marcat două goluri.
La mijlocul sezonului 1961–1962 a fost transferat la echipa Dinamo Pitești, care a retrogradat la finalul sezonului, însă el a rămas la club, contribuind la promovarea acestuia după un an. În 1964 a jucat pentru scurt timp la echipa Minerul Lupeni, divizionară B, revenind apoi la Dinamo Pitești, cu care a ajuns în finala Cupei României din anul 1965, fiind folosit de antrenorul Virgil Mărdărescu pe toată durata meciului pierdut cu 2–1 în fața echipei Știința Cluj, partidă în care a marcat singurul gol al echipei sale.
În sezonul 1965–1966, a marcat nouă goluri în campionat, un nou record personal. 
În primul său sezon din competițiile europene, a evoluat în șase meciuri în Cupa Orașelor Târguri 1966 – 1967, unde în primele două runde, Dinamo Pitești a eliminat echipele din Sevilla și Toulouse, Țurcan marcând o dată împotriva celei din urmă. Au fost învinși în turul al treilea cu 1–0 la general de Dinamo Zagreb, care a câștigat competiția.
În anul 1970, Țurcan a jucat pentru Jiul Petroșani, unde pe 6 decembrie a avut ultima sa apariție în Divizia A, meci disputat pe teren propriu câștigat cu 3-1 împotriva Progresului București, având în palmares un total de 154 de apariții și 39 de goluri marcate în competiții. Și-a încheiat cariera în 1972, după ce a ajutat echipa Chimia Râmnicu Vâlcea să promoveze din liga a treia în liga a doua.

## Palmares
Dinamo Pitești
- Divizia B: 1962–1963
- Cupa României: 1964–1965 [7]

Chimia Râmnicu Vâlcea
- Divizia C: 1970–71